# داني ريتشموند
داني ريتشموند (بالإنجليزية: Danny Richmond)‏ هو لاعب هوكي الجليد أمريكي، ولد في 1 أغسطس 1984 في شيكاغو في الولايات المتحدة.

## وصلات خارجية
- داني ريتشموند على موقع دوري الهوكي الوطني (الإنجليزية)
- داني ريتشموند على موقع قاعة مشاهير الهوكي (لاعب أن.إتش.أل) (الإنجليزية)
- داني ريتشموند على موقع الدوري الأمريكي لهوكي الجليد (الإنجليزية)
- داني ريتشموند على موقع EliteProspects.com (الإنجليزية)
- داني ريتشموند على موقع HockeyDB.com (الإنجليزية)
- داني ريتشموند على موقع Hockey-Reference.com (الإنجليزية)